# 趙漢栢
趙 漢栢（チョ・ハンベク、朝鮮語: 조한백/趙漢栢、1908年2月28日 - 1997年3月18日）は、日本統治時代の朝鮮および大韓民国の教員、実業家、政治家。第12代逓信部（現・科学技術情報通信部）長官、制憲・第4・5・7代韓国国会議員を歴任した。
本貫は金堤趙氏。号は月村（ウォルチョン、월촌）。

## 経歴
全羅北道金堤郡出身。1929年全州師範学校（現・全北教育大学校）卒、1951年国民大学政治学部卒。金堤中央国民学校（現・金堤中央初等学校）教員・訓導を務めたが、朝鮮語教育廃止事件により教職を辞めた。湖南商事取締役、建国準備委員会月村面委員長、大東新聞全北支社長、全北農機具商工社社長、裡里府労働総連盟文化部長、全北労資協調委員長評議員、裡里府商工会議所評議員、大同煉瓦商工社副社長、韓国民主党創党メンバー、制憲国会予決委員長・財経委員長、民主国民党党務部長・組織部長・農民部長、民主党全党大会議長・産業部長・訓練部長、制憲国会議員同志会副会長、第12代逓信部長官（1960年9月14日～1961年1月29日）、国際親善文化協会長、民政党事務総長、新韓党全党大会議長、新民党運営委員会副議長・ソウル第5地区党委員長・指導委員会委員・副総裁を務めた。1970年に柳珍山などの主流派に反発して尹潽善らと新党準備運動を行った。
1971年1月に新民党を離党して議員職を失い、同年4月に国民党を結党したが。まもなく政界引退を宣言した。1997年3月18日、老衰によりソウル大病院で死去。享年89。

## エピソード
一貫して野党におり、釜山政治波動の時は戒厳下にもかかわらず独裁に反対し、護憲救国宣言大会を開催した。